# Liên đoàn Xe đạp Quốc tế
Liên đoàn xe đạp quốc tế (tiếng Pháp: Union Cycliste Internationale (UCI) (tiếng Anh: International Cycling Union) là một cơ quan quốc tế quản lý môn thể thao đua xe đạp và giám sát các sự kiện thi đấu đua xe đạp quốc tế. Trụ sở cơ quan này đóng ở Aigle, Thụy Sĩ.
UCI cấp giấy phép đua cho các cua rơ và buộc phải thi hành các quy định kỷ luật như các vấn đề doping. UCI cũng quản lý việc phân loại các cuộc đua và hệ thống xếp hạng điểm trong nhiều môn đua xe như xe đạp leo núi, xe đạp đua trong đường đua và đường bộ cho cả nam và nữ, nghiệp dư và chuyên nghiệp. Cơ quan này cũng giám sát Giải vô địch thế giới.